# Theridion mollissimum
Theridion mollissimum là một loài nhện trong họ Theridiidae.
Loài này thuộc chi Theridion. Theridion mollissimum được Ludwig Carl Christian Koch miêu tả năm 1872.